# ACTH-Stimulationstest
Der ACTH-Stimulationstest ist ein Testverfahren in der Endokrinologie zur Überprüfung der Funktion der Nebennierenrinde. Der Test wird beim Menschen, in der Tiermedizin vor allem bei Hunden und Pferden eingesetzt. Hierbei wird dem Patienten Blut abgenommen und anschließend werden 250 µg ACTH (Adrenocorticotropin) intravenös injiziert. Bei Hunden ist eine Dosis von 5 µg/kg Körpermasse ausreichend. Nach 30 Minuten (Mensch) bzw. 60 bis 90 Minuten (Hund) wird erneut Blut abgenommen. Primär wird der Test zum Nachweis einer Nebennierenrindenunterfunktion eingesetzt. Dabei wird in beiden Blutproben der Cortisolgehalt bestimmt. Da ACTH die Bildung von Cortisol in der Nebennierenrinde stimuliert, erfolgt beim Gesunden ein Anstieg des Kortisolwerts. Bei einer Nebennierenrindenunterfunktion kommt es dagegen zu keinem oder nur zu einem geringen Kortisolanstieg.
Beim Hund ist ein Cortisolwert unter 2 µg/dl nach Stimulation beweisend für eine Nebennierenrindenunterfunktion (Morbus Addison), Werte zwischen 2,1 und 5 µg/dl gelten als Graubereich. Zu beachten ist, dass vorherige Gaben von Prednisolonabkömmlingen das Ergebnis verfälschen können, da sie zu einer Unterdrückung der Cortisolsekretion führen. Beim Hund wird der Test auch zur Therapiekontrolle bei Behandlung eines Cushing-Syndroms mit Mitotan oder Trilostan eingesetzt. Bei Trilostangabe muss der Test vier Stunden nach der Medikamenteneingabe erfolgen. Der Basalwert sollte unter 1,3 µg/dl, der Stimulationswert unter 7,3 µg/dl liegen. Darüber hinaus ist der ACTH-Stimulationstest die einzige Nachweismöglichkeit für ein ärztlich bedingtes (iatrogenes) Cushing-Syndrom. Bei diesem ist der Kortisolausgangswert niedrig bis normal und der Stimulationswert zeigt keine oder nur eine sehr geringe Erhöhung. Zur Durchführung des Tests sollten Hunde nicht mit Butorphanol sediert werden, weil das die Cortisol-Konzentrationen erhöht.
Der ACTH-Stimulationstest kann auch zur Diagnostik von Störungen der Steroidsynthese, insbesondere eines 21-Hydroxylase-Mangels, eingesetzt werden. Hier wird der 17-OH-Progesteron-Wert bestimmt, der bei einem Hydroxylase-Mangel überschießend reagiert.